# Carlos Loyzaga
Carlos Loyzaga y Matute (Manila, 29 de agosto de 1930 - 27 de enero de 2016) fue un jugador de baloncesto filipino que obtuvo la medalla de bronce tras participar en el Campeonato Mundial de Baloncesto de Río de Janeiro, Brasil, en 1954. Hasta la fecha es considerado uno de los mejores deportistas de su país y del continente asiático, en la que ha hecho historia de esta disciplina deportiva.

## Campeonatos
College
- 1951 NCAA Basketball Champions
- 1952 NCAA Basketball Champions

MICAA
- 1954 National Basketball Champions
- 1955 National Basketball Champions
- 1956 National Basketball Champions
- 1957 National Basketball Champions
- 1958 National Basketball Champions
- 1959 National Basketball Champions
- 1960 National Basketball Champions
- 1964 MICAA Champions

Campeonato Internacional
- 1951 Asian Games champions
- 1952 Olympic Games, ninth place
- 1954 Asian Games champions
- 1954 FIBA World Championship bronze medalist
  - FIBA World Championship All-Star Mythical Five (1954)
- 1956 Olympic Games, seventh place
- 1958 Asian Games champions
- 1959 FIBA World Championship, eighth place
- 1960 FIBA Asia Championship champions
  - FIBA Asia Championship All-Star Mythical Five (1960)
- 1962 Asian Games champions
- 1963 FIBA Asia Championship champions
- 1967 FIBA Asia Championship champions, head coach
- 1968 Olympic Games, 13th place, head coach

Archivos
- Philippine National Basketball Hall of Fame (1999)
- Philippine Sportswriter Association Athletes of the 20th Century award (2000)

- Datos: Q2279745
- Multimedia: Carlos Loyzaga / Q2279745